# Мазурок, Юрий Антонович
Ю́рий Анто́нович Мазуро́к (польск. Jurij Antonowicz Mazurok; 18 июля 1931, Красник, Польша — 1 апреля 2006, Московская область, Россия) — советский российский оперный певец (баритон). Народный артист СССР (1976).

## Биография
Юрий Мазурок родился 18 июля 1931 года в Краснике Люблинского воеводства (Польская Республика).
Детство прошло на Украине. В 1955 году окончил Львовский политехнический институт. Во время обучения выступал в самодеятельности, участвовал в любительских оперных спектаклях.
В 1960 году окончил Московскую консерваторию им. П. Чайковского (ученик С. И. Мигая и А. С. Свешниковой, под руководством которой в 1963 году окончил аспирантуру).
С 1963 по 2001 год — солист Большого театра. Дебютировал в партии Евгения Онегина в одноимённой опере П. И. Чайковского.
Обладал мягким, красивым голосом, живым темпераментом, хотя иногда критиковался за недостаток актёрской экспрессии.
Выступал на крупнейших оперных сценах мира. В 1964 году участвовал в гастролях Большого театра в Ла Скала (Милан). В 1975 году дебютировал в партии Ренато в опере Дж. Верди «Бал-маскарад» на сцене театра Ковент-Гарден (Лондон). В сезоне 1978—1979 годов пел в Метрополитен-опере (Нью-Йорк) в партии Жермона в опере Дж. Верди «Травиата», там же исполнил партию Скарпиа в 1993 году. Пел в Венской опере, в частности, исполнил роль Эскамильо в постановке оперы «Кармен» Ж. Бизе в 1979 году под руководством Ф. Дзеффирелли. Выступал в спектаклях вместе с П. Доминго, Д. Сазерленд, Х. Каррерасом, Л. Паваротти, Н. Геддой.
Гастролировал по стране и за рубежом с сольными концертами (Румыния, Венгрия, Великобритания, Канада, Польша, ФРГ, Финляндия, Франция, ГДР, Япония, Австрия).
Имел обширный камерный репертуар, включающий музыку разных эпох и стилей, был известен как замечательный исполнитель русских романсов.
Умер 1 апреля 2006 года в своём доме, в пригороде Москвы. Похоронен на Троекуровском кладбище.

### Семья
- Отец — Антон Степанович Мазурок, адвокат.
- Сестра - Анна Антоновна Мазурок (24.12.1929-07.08.2021) - кандидат медицинских наук, многолетний сотрудник Института патологии крови и трансфузионной медицины (г.Львов)
- Мать — Варвара Николаевна Ковальска, учительница.
- Сын — Юрий Юрьевич Мазурок (род. 1965), пианист.

## О Ю. А. Мазуроке
«Сегодня Юрий Мазурок — ведущий лирический баритон не только в нашей стране, но и во всём мире. Красивый, яркий и светлый голос, отличная вокальная школа, обеспечивающая высокое вокальное мастерство, умение работать позволили ему занять это положение». — Е. В. Образцова, начало 1980-х гг.

«Юрий Мазурок — вокалист высокого мастерства, познавший все таинства звукообразования… Редкий по красоте, свободно льющийся голос его кажется просто безграничным и доставляет громадное эстетическое удовольствие». — Н. Д. Шпиллер

«Выступления Юрия Мазурока всегда украшают спектакли театра, всегда на уровне тех высоких профессиональных требований, которые предъявляются к артистам Большого театра Союза ССР». — И. К. Архипова

## Награды и звания
- Лауреат Международного музыкального фестиваля «Пражская весна» (вторая премия, 1960)
- Лауреат Второго Международного конкурса вокалистов имени Дж. Энеску (третья премия, 1961, Бухарест)
- Лауреат Второго Всесоюзного конкурса вокалистов им. М. Глинки (вторая премия, 1962)
- Лауреат Монреальского международного конкурса исполнителей (первая премия, 1967)
- Заслуженный артист РСФСР (1968)
- Народный артист РСФСР (1972)
- Народный артист СССР (1976) — за большие  заслуги  в  развитии  советского  музыкального  и  хореографического  искусства  и  в  связи  с  200-летием  Государственного  академического  Большого  театра  СССР[2]
- Два ордена Трудового Красного Знамени (1971, 1981)
- Благодарность Президента Российской Федерации (22 марта 2001 года) — за большой вклад в развитие отечественного музыкально-театрального искусства[3]
- Высшая награда Международного союза музыкальных деятелей «Жар-птица» (1996).

## Репертуар

### Оперные партии
- 1963 — «Евгений Онегин» П. И. Чайковский — Евгений Онегин
- 1963 — «Садко» Н. А. Римский-Корсаков — веденецкий гость
- 1963 — «Война и мир» С. С. Прокофьев — Андрей Болконский
- 1963 — «Пиковая дама» П. И. Чайковский — Елецкий
- 1963 — «Травиата» Дж. Верди — Жорж Жермон
- 1963 — «Сказка о царе Салтане» Н. А. Римский-Корсаков — второй корабельщик
- 1964 — «Октябрь» В. И. Мурадели — Илюша
- 1964 — «Вертер» Ж. Массне — Альберт
- 1964 — «Борис Годунов» М. П. Мусоргский — Андрей Щелкалов
- 1965 — «Сон в летнюю ночь» Б. Бриттен — Деметрий
- 1965 — «Севильский цирюльник» Дж. Россини — Фигаро
- 1968 — «Дон Карлос» Дж. Верди — Родриго ди Поза
- 1969 — «Фауст» Ш. Гуно — Валентин
- 1970 — «Семён Котко» С. С. Прокофьев — Василий Царёв
- 1972 — «Трубадур» Дж. Верди — Граф ди Луна
- 1973 — «Тоска» Дж. Пуччини — Скарпиа
- 1973 — «Кармен» Ж. Бизе — Эскамильо
- 1974 — «Иоланта» П. И. Чайковский — Роберт
- 1978 — «Так поступают все» В. А. Моцарт — Гульельмо
- 1979 — «Бал-маскарад» Дж. Верди — Ренато
- 1985 — «Паяцы» Р. Леонкавалло — Сильвио
- 1986 — «Мазепа» П. И. Чайковский — Мазепа
- 1989 — «Риголетто» Дж. Верди — Риголетто
- 1995 — «Лючия ди Ламмемур» Г. Доницетти — Энрико
- 1997 — «Аида» Дж. Верди — Амонасро

### Дискография

#### Полные записи опер (CD)
- Дж. Верди «Бал-маскарад». Ричард — Зураб Соткилава, Ренато — Юрий Мазурок, Амелия — Тамара Милашкина, Ульрика — Елена Образцова, Оскар — Ирина Журина, хор и оркестр Большого театра СССР, дирижёр — Альгис Жюрайтис, 1979 год.
- М. П. Мусоргский «Борис Годунов». Борис Годунов — Евгений Нестеренко, Самозванец — Владимир Атлантов, Марина Мнишек — Елена Образцова, Рангони — Юрий Мазурок, хор и оркестр Большого театра СССР, дирижёр — Марк Эрмлер, 1985 год.
- С. С. Прокофьев «Война и мир». Наташа Ростова — Галина Калинина, Андрей Болконский — Юрий Мазурок, Пьер Безухов — Евгений Райков, Элен Безухова — Тамара Синявская, Кутузов — Александр Ведерников, Наполеон — Александр Ворошило, хор и оркестр Большого театра СССР, дирижёр — Марк Эрмлер, 1981 год.
- Дж. Верди «Дон Карлос». Дон Карлос — Зураб Анджапаридзе, Елизавета Валуа — Тамара Милашкина, Филипп II — Николай Гяуров, Эболи — Елена Образцова, Родриго ди Поза — Юрий Мазурок, Великий Инквизитор — Валерия Ярославцев, хор и оркестр Большого театра СССР, дирижёр — Марк Эрмлер, 1973 год.
- П. И. Чайковский «Евгений Онегин». Евгений Онегин — Юрий Мазурок, Татьяна Ларина — Тамара Милашкина, Ленский — Владимир Атлантов, Ольга — Тамара Синявская, Гремин — Евгений Нестеренко, хор и оркестр Большого театра СССР, дирижёр — Марк Эрмлер, 1979 год.
- П. И. Чайковский «Евгений Онегин». Евгений Онегин — Юрий Мазурок, Татьяна Ларина — Галина Вишневская, Ленский — Владимир Атлантов, Ольга — Тамара Синявская, Гремин — Александр Огнивцев, хор и оркестр Большого театра СССР, дирижёр — Мстислав Ростропович, 1969 год.
- П. И. Чайковский «Евгений Онегин». Евгений Онегин — Юрий Мазурок, Татьяна Ларина — Лидия Черных, Ленский — Александр Федин, Ольга — Тамара Синявская, Гремин — Александр Ведерников, БСО Всесоюзного радио и Центрального телевидения, дирижёр — Владимир Федосеев, 1986 год.
- П. И. Чайковский «Иоланта» Иоланта — Галина Сорокина, Роберт — Юрий Мазурок, Водемон — Владимир Атлантов, Король Рене — Евгений Нестеренко, Ибн Хакиа — Владимир Валайтис, хор и оркестр Большого театр СССР, дирижёр — Марк Эрмлер, 1976 год.
- Ж. Бизе «Кармен». Кармен — Елена Образцова, Хозе — Владимир Атлантов, Эскамильо — Юрий Мазурок, хор и оркестр Большого театра СССР, дирижёр — Юрий Симонов.
- Н. А. Римский-Корсаков «Садко». Садко — Владимир Атлантов, Волхова — Тамара Милашкина, Любава — Елена Образцова, Нежата — Нина Григорьева, Веденецкий гость — Юрий Мазурок, Индийский гость — Зураб Соткилава, Варяжский гость — Александр Огнивцев, хор и оркестр Большого театра СССР, дирижёр — Юрий Симонов, 1979 год.
- С. С. Прокофьев «Семён Котко». Семён Котко — Владимир Атлантов, Фрося — Елена Образцова, Ткаченко — Артур Эйзен, Софья — Галина Вишневская, Царёв — Юрий Мазурок, хор и оркестр Большого театра СССР, дирижёр — Геннадий Рождественский, 1973 год.
- Дж. Пуччини «Тоска». Флориа Тоска — Тамара Милашкина, Марио Каварадосси — Владимир Атлантов, Скарпиа — Юрий Мазурок, хор и оркестр Большого театра СССР, дирижёр — Марк Эрмлер.

## Фильмография
- 1967 — Голубой огонёк-1967 (музыкальный фильм)
- 1969 — Похищение (музыкальный фильм) — артист Мазурок
- 1969 — Чайковский — эпизод
- 1981 — Флория Тоска (фильм-опера) — барон Скарпиа
- 1983 — Карамболина-карамболетта (музыкальный фильм) — Герой
- 1987 — Риголетто (фильм-опера) — Риголетто

### Вокал
- 1991 — Сергей Прокофьев. Сюита жизни (документальный) — Андрей Болконский, опера "Война и мир"  (роль Г. Сторпирштиса)